# Brníčko
Obec Brníčko (německy Brünnless) leží v okrese Šumperk, 7 km severovýchodně od města Zábřeh v Hanušovické vrchovině. Rozkládá se na horním toku Loučského potoka na úpatí hradního kopce, kterému vévodí zřícenina hradu ze 14. století. Nejvýznamnějším vlastníkem hradu byla rodina Tunklů ze Zábřeha a Brníčka. Obecní znak vychází z erbu Tunklů – stříbrná ryba nad hradbami. Žije zde 628 obyvatel.

## Název
Jméno Brníčko (v nejstarších dokladech Brniečko a ojediněle Brnéčko) byla zdrobnělina staršího (zde písemně nedoloženého) Brníce (Brniece) a to zase zdrobnělina ještě staršího Brní (Brnie), význam obecného brní byl "místo, kde je brn/brnné místo", tedy místo hliněné, bahnité (staročeské brn znamenalo "hlína, kal, špína"). Do němčiny (písemné doklady od 17. století) bylo jméno převzato v podobě Brünles, vlivem jména Brna (německy Brünn) se psalo i Brünnles. Pojmenování Brna vzniklo od stejného základu (brn), ale jinak mezi touto vesnicí a městem Brnem nebyl žádný historický vztah.

## Kulturní památky

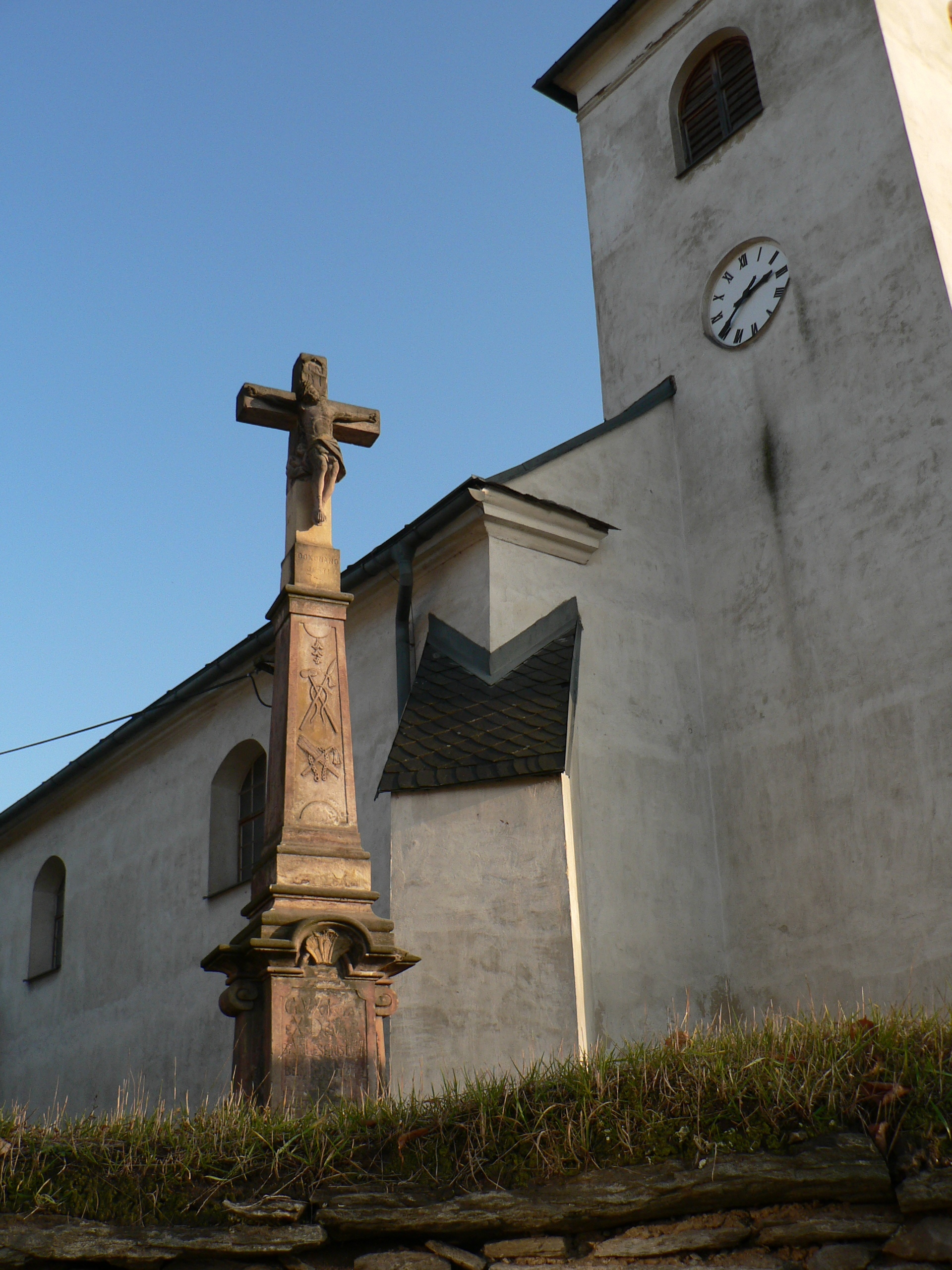
Kříž u kostela

V katastru obce jsou evidovány tyto kulturní památky:
- zřícenina hradu Brníčko na vrcholu kopce nad vesnicí – zbytky středověkého hradu, poprvé připomínaného v roce 1353, rozšířeného v roce 1471,a opuštěného v 16. století
- památník obětem první a druhé světové války, jenž byl odhalen v roce 1923, který je dílem kamenické firmy J. L. Urbana z Olomouce
- filiální kostel Narození Panny Marie s areálem – jednolodní pozdně románská stavba obehnaná zdí, upravený koncem 18. století. V roce 2005 byly do kostelní věže umístěny elektronické hodiny a památka je v noci nasvícena. Památkově chráněnými součástmi areálu jsou dále:
  - kříž – klasicistní kamenická práce z roku 1796
  - vstupní brána z konce 18. století
  - ohradní zeď z lomového kamene
  - jubilejní kámen připomínající 40 let vlády knížete Jana z Lichtenštejna

## Význační rodáci
- Karel Lukas (1897–1949), generálmajor, účastník 1. a 2. odboje, oběť komunistického režimu
- JUDr. Jaroslav Odstrčil (1912–1944), voják, velitel výsadku Calcium

## Společenský život
Od roku 1888 v obci působí Sbor dobrovolných hasičů. Samospráva obce od roku 2010 pravidelně vyvěšuje 5. července moravskou vlajku. 

## Místní části
- Brníčko
- Strupšín